# تاكازومي كاتاياما
تاكازومي كاتاياما (باليابانية: 片山敬済؛ بالكانا: かたやま たかずみ) هو متسابق دراجات نارية ياباني فاز ببطولة سباق الجائزة الكبرى للدراجات النارية. نافس في سباقات بطولة العالم لفئة 500 سي سي ولفئة 350 سي سي ولفئة 250 سي سي ولفئة 50 سي سي. كما شارك في كأس جزيرة مان السياحية.

## البطولات
- سباق الجائزة الكبرى للدراجات النارية 1977

## روابط خارجية
- تاكازومي كاتاياما على موقع MotoGP.com (الإنجليزية)